# Serie A 2007-2008
La Serie A 2007-2008 è stata la 106ª edizione della massima serie del campionato italiano di calcio (la 76ª a girone unico), disputata tra il 25 agosto 2007 e il 18 maggio 2008 e conclusa con la vittoria dell'Inter, al suo sedicesimo titolo, il terzo consecutivo.
Capocannoniere del torneo è stato Alessandro Del Piero (Juventus) con 21 reti.

## Stagione

### Novità
A ricoprire l'incarico di designatore arbitrale fu Pierluigi Collina, punto di riferimento anche per la serie cadetta. Sul piano tecnico da segnalare l'utilizzo di un pallone da gioco unico per ogni competizione patrocinata dalla Lega Calcio, col debutto ufficiale avvenuto in coincidenza della Supercoppa italiana tra Inter e Roma; realizzazione e fornitura erano a opera della Nike.
I casi di violenza avvenuti nel torneo precedente indussero la Federazione a varare nuove misure per il contenimento, tra cui il divieto di accedere all'impianto per i tifosi ospiti nelle gare ritenute maggiormente a rischio: l'effetto deterrente fu tuttavia limitato. Dal gennaio 2008 venne reso obbligatorio, in segno di fair play, il terzo tempo: il gesto, mutuato dal rugby, e che prevede un saluto tra gli atleti in campo al termine dell'incontro, non riscontrò un'adeguata applicazione tanto da venire accantonato in breve.
L'organico riaccolse Genoa, Juventus e Napoli le cui retrocessioni degli anni precedenti furono dovute a vicende extracalcistiche: partenopei e liguri caddero in Serie C1 nel 2004 e 2005 rispettivamente per il fallimento societario e per un illecito, mentre il declassamento dei bianconeri in Serie B avvenne per le sentenze del caso Calciopoli nel luglio 2006.

### Calciomercato

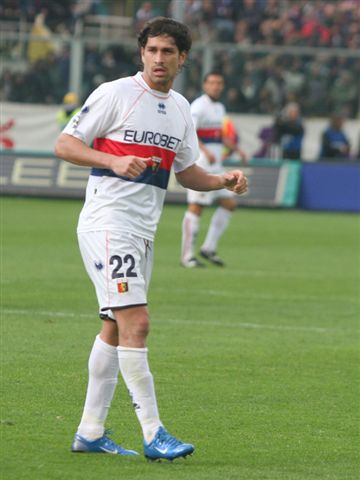
Il centravanti Marco Borriello, passato dal Milan al Genoa e autore di un'ottima stagione impreziosita da 19 gol.

L'estate 2007 segnò la partenza di numerosi calciatori italiani, attratti dalle sirene estere: tra questi i campioni del mondo Grosso e Toni, passati rispettivamente a Olympique Lione e Bayern Monaco. Da segnalare inoltre le cessioni di Cristiano Lucarelli, Giuseppe Rossi e Rolando Bianchi.
Sul fronte delle neopromosse, la Juventus affidò la panchina a Claudio Ranieri: alla retroguardia si aggiunse Jorge Andrade, con la mediana rafforzata da Almirón e dall'ex bandiera bavarese Salihamidžić, mentre in attacco arrivò Iaquinta. Il Genoa scommise sulle punte Borriello e Papa Waigo, con il Napoli che tesserò il centrocampista Hamšík e l'attaccante Lavezzi. Movimenti di spessore interessarono anche la provincia del calcio, con gli ingaggi di Quagliarella da parte dell'Udinese e di Cassano per la Sampdoria; il Torino puntò su Ventola e Recoba.
I campioni uscenti dell'Inter innestarono in organico il difensore Chivu e la punta Suazo, promuovendo in prima squadra anche il giovane Balotelli; nel mercato di gennaio arriverà anche il portoghese Maniche che tuttavia si rivelerà uno dei più sonori flop della storia nerazzurra. I concittadini del Milan acquistarono i brasiliani Emerson e Alexandre Pato, inizialmente non schierabile per motivi anagrafici. Nella capitale, la Roma prese Giuly e Cicinho, con il serbo Kolarov nuovo volto in casa Lazio.
La Fiorentina integrò Osvaldo e Vieri al reparto avanzato, con Atalanta e Palermo che ingaggiarono Simone Inzaghi e Miccoli.

### Avvenimenti

#### Girone di andata

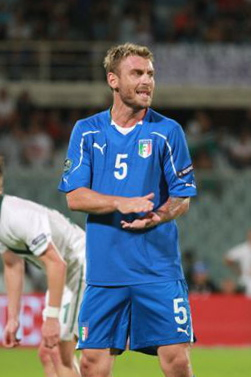
Daniele De Rossi, ormai leader di una Roma capace di contendere lo scudetto all'Inter fino all'ultima giornata.

Una griglia di partenza esente da penalità, in aggiunta alla caratura storica delle neopromosse, rivestì d'incertezza i pronostici: a contendersi inizialmente la vetta furono Roma e Juventus, coi giallorossi primatisti solitari dopo tre gare per effetto della sconfitta riportata dai sabaudi con l'Udinese. L'Inter campione uscente stentò invece in avvio, raccogliendo due pareggi contro dapprima gli stessi friulani e poi la matricola Livorno. Proprio l'Udinese — nelle cui file andò affermandosi Di Natale — caratterizzò le vicende in chiave europea assommandosi in tal senso alla Fiorentina: minori furono invece gli acuti provenienti dal capoluogo ligure, eccezion fatta per i guizzi di Cassano sulla sponda blucerchiata e di Borriello sul versante genoano.
Il doppio pareggio colto dai capitolini coi summenzionati bianconeri e toscani troncò il tentativo di fuga, agevolando al contempo il recupero nerazzurro: l'affermazione meneghina nello scontro diretto conferì alla Beneamata il primato solitario, con le protagoniste del precedente torneo a instaurare un nuovo duello sin dall'autunno. A rappresentare loro malgrado una delusione rispetto a quanto pronosticato alla viglia furono le concittadine: sul cammino laziale gravò l'impegno europeo, mentre il Milan denunciò un rendimento sottotono davanti al proprio pubblico. A fronte del discreto comportamento partenopeo, si segnalò una zona-UEFA divenuta traguardo accessibile anche a canoniche provinciali quali Atalanta e Palermo: a contendersi terzo e quarto posto risultarono invece Juventus e viola.
La data dell'11 novembre 2007 scrisse un'ulteriore pagina tragica negli annali del calcio italiano, con l'omicidio di Gabriele Sandri che provocò una frammentazione del turno di campionato nonché tumulti e proteste in varie città: a differenza di quanto disposto per la morte di Filippo Raciti nel febbraio precedente, il calendario agonistico non incorse in alcuno stop. Gli ultimi scorci della fase d'andata registrarono un cammino fin lì senza assilli per il Catania, mentre i bassifondi della graduatoria accolsero un nutrito raggruppamento di squadre, destando lievi preoccupazioni in Torino e Parma: con Cagliari e Reggina fanalini di coda, il Siena accumulò un minimo ritardo dalle corregionali Empoli e Livorno.
Conquistato anzitempo il titolo invernale tramite il successo nel derby milanese, l'Inter distanziò di 7 punti la Roma al giro di boa.

#### Girone di ritorno

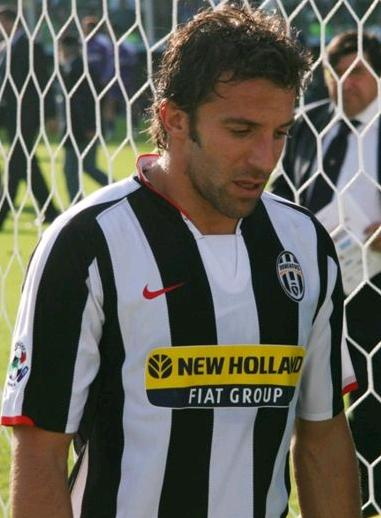
Lo juventino Alessandro Del Piero, autore di 21 reti, vince la classifica marcatori della Serie A, replicando il titolo di capocannoniere della Serie B conseguito l'anno precedente.

Relegata al ruolo di inseguitrice, la formazione capitolina precipitò a 11 lunghezze di ritardo dopo i passi falsi con Siena e Juventus. Forte di tale distacco, la Beneamata si assicurò peraltro i favori della classifica avulsa impattando nel confronto diretto: battuta nel turno successivo da un Napoli che continuò a ben figurare la squadra di Mancini dilapidò gradualmente il vantaggio sui giallorossi. Al soggiungere della primavera, la differenza tra le due rivali fu quantificabile in appena 4 punti.
Mentre il mese di marzo si chiuse con nuova tragedia a macchiare la stagione — con l'aggressione di ultras parmensi a un pullman di sostenitori juventini in un'area di servizio dell'astigiano, in cui perse la vita l'assalitore ducale Matteo Bagnaresi —, gli accadimenti sportivi segnalarono un Milan in crescita attentare al quarto posto difeso dalla Fiorentina: degna di nota anche la risalita di Sampdoria e Cagliari, ora in grado di competere rispettivamente per l'Europa e la salvezza. A sconvolgere il lato destro della classifica contribuì poi il rallentamento di Parma e Catania, con Empoli e Livorno vistesi sottrarre punti preziosi dai suddetti isolani.
Un primo verdetto matematico riguardò la qualificazione della Juventus alla Champions League, fatto ascrivibile alla vittoria bianconera su una Lazio che, da par suo, coronò con l'esclusione dalle coppe una stagione fallimentare: nella giornata seguente la compagine di Ranieri cadde sul terreno dei senesi, con questi ultimi postisi definitivamente al riparo da pericoli di retrocessione. Il penultimo turno delineò maggiormente il quadro, con l'anticipata condanna dei labronici cui risultò fatale la sconfitta contro un Torino che archiviò in tal modo la permanenza: medesimo traguardo fu conseguito dalla Reggina, con la vittoria sull'Empoli che inguaiò ulteriormente gli azzurri, mentre la rimonta sarda venne coronata dal trionfo su un Udinese già ammessa alla Coppa UEFA. Ai friulani si aggiunsero i blucerchiati, prevalsi in uno scontro diretto che certificò l'esclusione del Palermo dal giro continentale.

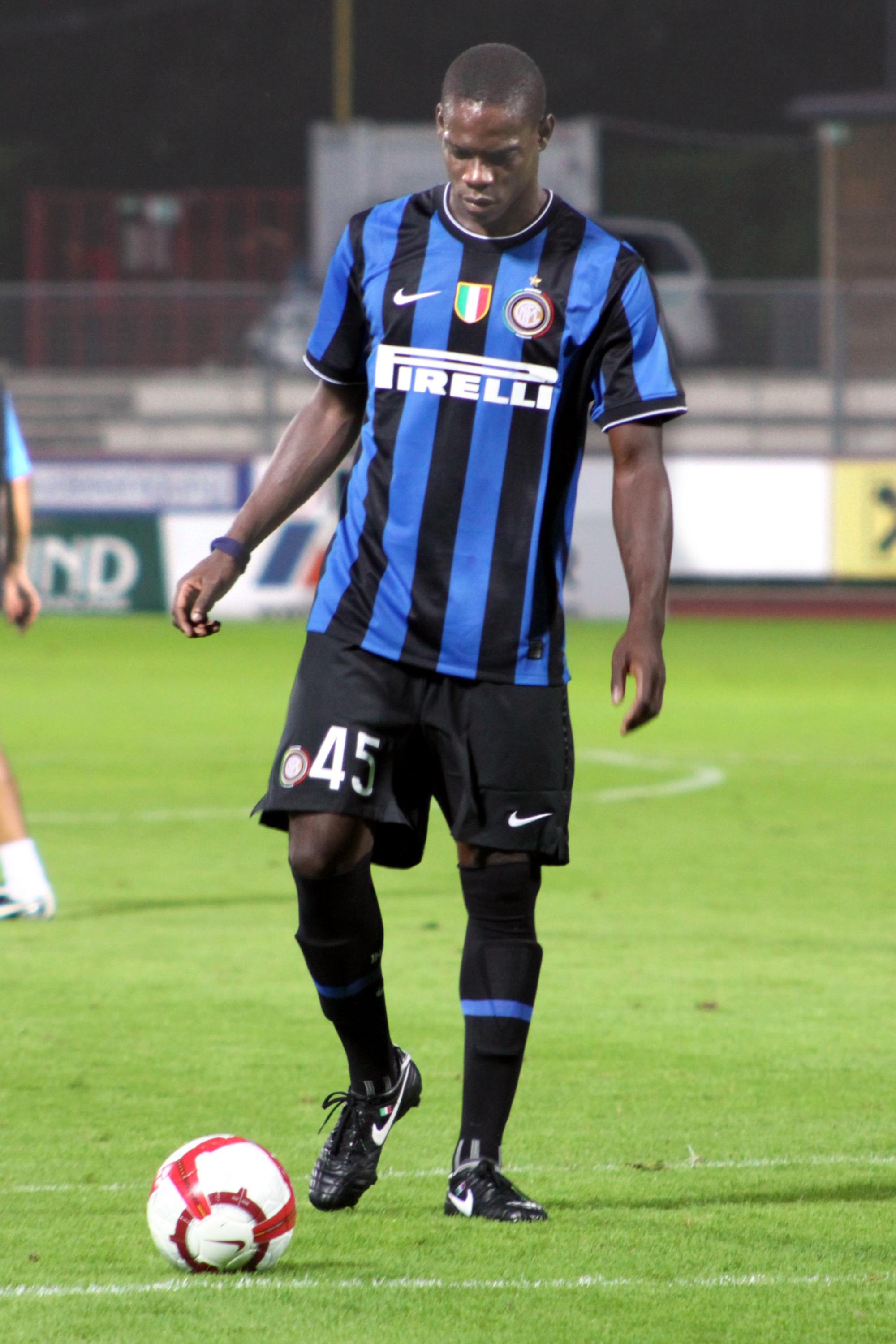
Il diciassettenne Mario Balotelli, promosso tra i titolari da Roberto Mancini per fronteggiare i numerosi infortuni occorsi all'ambiente nerazzurro, fornì il proprio apporto alla vittoria dello scudetto.

Il duello di vertice fu mantenuto vivo dai passi falsi che l'Inter compì, cedendo dapprima nel derby e facendosi poi raggiungere sul pari dal Siena: i romani limarono a un solo punto la distanza, coi 90' conclusivi deputati a decidere il campionato. L'obiettivo del tricolore s'intrecciò con la volata-salvezza di etnei e ducali, rispettivi ostacoli per capitolini e lombardi. L'unico anticipo della giornata finale riguardò Sampdoria e Juventus, col capitano bianconero Del Piero autore di una doppietta che, pur non sufficiente ai torinesi per imporsi, lo confermò sul trono dei marcatori.
Il primo tempo del Massimino parve indirizzare il titolo in favore della Roma, portatasi in vantaggio sui rossoazzurri: con le reti del Tardini ancora inviolate, al rientro negli spogliatoi la squadra di Spalletti sopravanzò virtualmente i meneghini. Le sorti vennero però ribaltate nella ripresa, con una doppietta di Ibrahimović che confermò la Beneamata sul trono nazionale. La sconfitta dei parmensi e un gol realizzato dai siciliani nel finale causarono la relegazione crociata: alla serie cadetta non scampò neppure l'Empoli, impostosi inutilmente sugli ormai demotivati livornesi. Ai preliminari di Champions League ebbe invece accesso la Fiorentina, confermatasi al quarto posto con due lunghezze di margine sul Milan.
Sul fronte delle iscrizioni europee, il Napoli accedette all'Intertoto a scapito di Genoa e Atalanta. A stagione conclusa gli stessi orobici furono sospettati di combine, con accuse relative alle gare contro il Livorno: malgrado il deferimento di entrambe le società e l'ipotesi di una penalizzazione per l'anno a venire, nessun provvedimento circa la classifica finale venne applicato. Dall'indagine emerse tuttavia un tentativo in solitaria di alterare i risultati, del quale fu ritenuto autore l'amaranto David Balleri: con i toscani multati di 25 000 euro per responsabilità oggettiva, il calciatore incorse invece in quattro mesi di squalifica.

## Squadre partecipanti

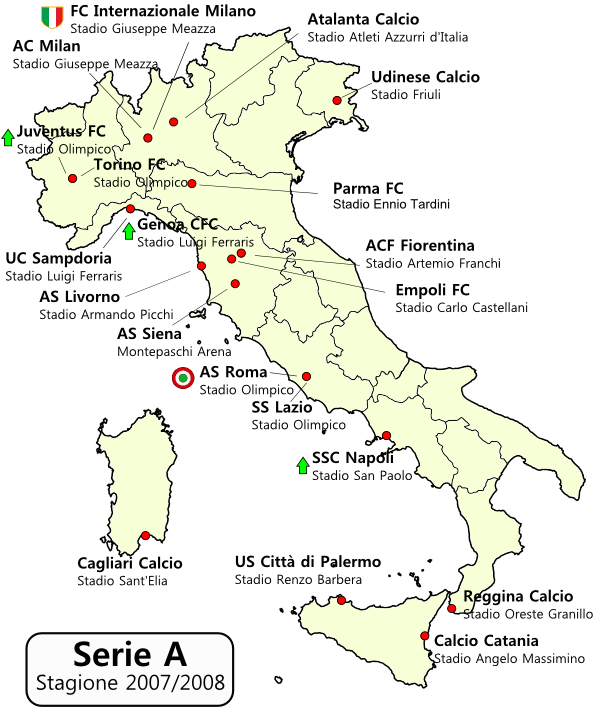
Ubicazione delle squadre della Serie A 2007-2008

| Club       | Stagione | Città           | Stadio                                     | Stagione precedente           |
| ---------- | -------- | --------------- | ------------------------------------------ | ----------------------------- |
| Atalanta   | dettagli | Bergamo         | Stadio Atleti Azzurri d'Italia             | 8º posto in Serie A           |
| Cagliari   | dettagli | Cagliari        | Stadio Sant'Elia                           | 17º posto in Serie A          |
| Catania    | dettagli | Catania         | Stadio Angelo Massimino                    | 13º posto in Serie A          |
| Empoli     | dettagli | Empoli          | Stadio Carlo Castellani                    | 7º posto in Serie A           |
| Fiorentina | dettagli | Firenze         | Stadio Artemio Franchi                     | 6º posto in Serie A           |
| Genoa      | dettagli | Genova          | Stadio Luigi Ferraris (Marassi)            | 3º posto in Serie B, promosso |
| Inter      | dettagli | Milano          | Stadio Giuseppe Meazza                     | 1º posto in Serie A           |
| Juventus   | dettagli | Torino          | Stadio Olimpico di Torino                  | 1º posto in Serie B, promosso |
| Lazio      | dettagli | Roma            | Stadio Olimpico di Roma                    | 3º posto in Serie A           |
| Livorno    | dettagli | Livorno         | Stadio Armando Picchi                      | 11º posto in Serie A          |
| Milan      | dettagli | Milano          | Stadio Giuseppe Meazza                     | 4º posto in Serie A           |
| Napoli     | dettagli | Napoli          | Stadio San Paolo                           | 2º posto in Serie B, promosso |
| Palermo    | dettagli | Palermo         | Stadio Renzo Barbera                       | 5º posto in Serie A           |
| Parma      | dettagli | Parma           | Stadio Ennio Tardini                       | 12º posto in Serie A          |
| Reggina    | dettagli | Reggio Calabria | Stadio Oreste Granillo                     | 14º posto in Serie A          |
| Roma       | dettagli | Roma            | Stadio Olimpico di Roma                    | 2º posto in Serie A           |
| Sampdoria  | dettagli | Genova          | Stadio Luigi Ferraris                      | 9º posto in Serie A           |
| Siena      | dettagli | Siena           | Stadio Artemio Franchi - Montepaschi Arena | 15º posto in Serie A          |
| Torino     | dettagli | Torino          | Stadio Olimpico di Torino                  | 16º posto in Serie A          |
| Udinese    | dettagli | Udine           | Stadio Friuli                              | 10º posto in Serie A          |

## Allenatori e primatisti
| Squadra    | Allenatore                                                                            | Calciatore più presente (tra parentesi il numero delle presenze) | Cannoniere (tra parentesi il numero delle reti) |
| ---------- | ------------------------------------------------------------------------------------- | ---------------------------------------------------------------- | ----------------------------------------------- |
| Atalanta   | Luigi Delneri                                                                         | Ferdinando Coppola, Adriano Ferreira Pinto (38)                  | Cristiano Doni (12)                             |
| Cagliari   | Marco Giampaolo (1ª-11ª) Nedo Sonetti (12ª-17ª) Davide Ballardini (18ª-38ª)           | Alessandro Matri (34)                                            | Robert Acquafresca (10)                         |
| Catania    | Silvio Baldini (1ª-31ª) Walter Zenga (32ª-38ª)                                        | Lorenzo Stovini, Juan Manuel Vargas (36)                         | Jorge Andrés Martínez (8)                       |
| Empoli     | Luigi Cagni (1ª-13ª) Alberto Malesani (14ª-31ª) Luigi Cagni (32ª-38ª)                 | Sebastian Giovinco (35)                                          | Nicola Pozzi (7)                                |
| Fiorentina | Cesare Prandelli                                                                      | Sébastien Frey (35)                                              | Adrian Mutu (17)                                |
| Genoa      | Gian Piero Gasperini                                                                  | Abdoulay Konko (37)                                              | Marco Borriello (19)                            |
| Inter      | Roberto Mancini                                                                       | Javier Zanetti (38)                                              | Zlatan Ibrahimović (17)                         |
| Juventus   | Claudio Ranieri                                                                       | Alessandro Del Piero (37)                                        | Alessandro Del Piero (21)                       |
| Lazio      | Delio Rossi                                                                           | Tommaso Rocchi (36)                                              | Goran Pandev, Tommaso Rocchi (14)               |
| Livorno    | Fernando Orsi (1ª-7ª) Giancarlo Camolese (8ª-35ª) Fernando Orsi (36ª-38ª)             | Dario Knežević, Giovanni Pasquale (35)                           | Francesco Tavano (10)                           |
| Milan      | Carlo Ancelotti                                                                       | Massimo Ambrosini, Andrea Pirlo (33)                             | Kaká (15)                                       |
| Napoli     | Edoardo Reja                                                                          | Marek Hamšík (37)                                                | Marek Hamšík (9)                                |
| Palermo    | Stefano Colantuono (1ª-13ª) Francesco Guidolin (14ª-30ª) Stefano Colantuono (31ª-38ª) | Cristian Zaccardo (35)                                           | Amauri (15)                                     |
| Parma      | Domenico Di Carlo (1ª-27ª) Héctor Cúper (28ª-37ª) Andrea Manzo (38ª)                  | Stefano Morrone (36)                                             | Igor Budan (7)                                  |
| Reggina    | Massimo Ficcadenti (1ª-10ª) Renzo Ulivieri (11ª-26ª) Nevio Orlandi (27ª-38ª)          | Édgar Barreto (36)                                               | Nicola Amoruso (12)                             |
| Roma       | Luciano Spalletti                                                                     | Doni (37)                                                        | Francesco Totti (14)                            |
| Sampdoria  | Walter Mazzarri                                                                       | Angelo Palombo (33)                                              | Claudio Bellucci (12)                           |
| Siena      | Andrea Mandorlini (1ª-12ª) Mario Beretta (13ª-38ª)                                    | Simone Vergassola (38)                                           | Massimo Maccarone (13)                          |
| Torino     | Walter Novellino (1ª-33ª) Gianni De Biasi (34ª-38ª)                                   | Alessandro Rosina (35)                                           | Alessandro Rosina (8)                           |
| Udinese    | Pasquale Marino                                                                       | Antonio Floro Flores, Gökhan Inler, Fabio Quagliarella (37)      | Antonio Di Natale (17)                          |

## Classifica finale
|  | Pos. | Squadra    | Pt | G  | V  | N  | P  | GF | GS | DR  |
|  | ---- | ---------- | -- | -- | -- | -- | -- | -- | -- | --- |
|  | 1.   | Inter      | 85 | 38 | 25 | 10 | 3  | 69 | 26 | +43 |
|  | 2.   | Roma       | 82 | 38 | 24 | 10 | 4  | 72 | 37 | +35 |
|  | 3.   | Juventus   | 72 | 38 | 20 | 12 | 6  | 72 | 37 | +35 |
|  | 4.   | Fiorentina | 66 | 38 | 19 | 9  | 10 | 55 | 39 | +16 |
|  | 5.   | Milan      | 64 | 38 | 18 | 10 | 10 | 66 | 38 | +28 |
|  | 6.   | Sampdoria  | 60 | 38 | 17 | 9  | 12 | 56 | 46 | +10 |
|  | 7.   | Udinese    | 57 | 38 | 16 | 9  | 13 | 48 | 53 | −5  |
|  | 8.   | Napoli     | 50 | 38 | 14 | 8  | 16 | 50 | 53 | −3  |
|  | 9.   | Atalanta   | 48 | 38 | 12 | 12 | 14 | 52 | 56 | −4  |
|  | 10.  | Genoa      | 48 | 38 | 13 | 9  | 16 | 44 | 52 | −8  |
|  | 11.  | Palermo    | 47 | 38 | 12 | 11 | 15 | 47 | 57 | −10 |
|  | 12.  | Lazio      | 46 | 38 | 11 | 13 | 14 | 47 | 51 | −4  |
|  | 13.  | Siena      | 44 | 38 | 9  | 17 | 12 | 40 | 45 | −5  |
|  | 14.  | Cagliari   | 42 | 38 | 11 | 9  | 18 | 40 | 56 | −16 |
|  | 15.  | Torino     | 40 | 38 | 8  | 16 | 14 | 36 | 49 | −13 |
|  | 16.  | Reggina    | 40 | 38 | 9  | 13 | 16 | 37 | 56 | −19 |
|  | 17.  | Catania    | 37 | 38 | 8  | 13 | 17 | 33 | 45 | −12 |
|  | 18.  | Empoli     | 36 | 38 | 9  | 9  | 20 | 29 | 52 | −23 |
|  | 19.  | Parma      | 34 | 38 | 7  | 13 | 18 | 42 | 62 | −20 |
|  | 20.  | Livorno    | 30 | 38 | 6  | 12 | 20 | 35 | 60 | −25 |

Legenda:
      Campione d'Italia e ammessa alla fase a gironi della UEFA Champions League 2008-2009.
      Ammessa alla fase a gironi della UEFA Champions League 2008-2009.
      Ammesse al terzo turno di qualificazione della UEFA Champions League 2008-2009.
      Ammesse al primo turno di Coppa UEFA 2008-2009.
      Ammessa al terzo turno di Coppa Intertoto UEFA 2008.
      Retrocesse in Serie B 2008-2009.
Regolamento:
Tre punti a vittoria, uno a pareggio, zero a sconfitta.
A parità di punti valeva la classifica avulsa.

### Squadra campione
| Formazione tipo | Giocatori (presenze)    |
| --- | ----------------------- |
| Júlio César Maicon Burdisso Materazzi Maxwell Zanetti Cambiasso Chivu Stanković Ibrahimović Cruz | Júlio César (35)        |
| Júlio César Maicon Burdisso Materazzi Maxwell Zanetti Cambiasso Chivu Stanković Ibrahimović Cruz | Maicon (31)             |
| Júlio César Maicon Burdisso Materazzi Maxwell Zanetti Cambiasso Chivu Stanković Ibrahimović Cruz | Nicolás Burdisso (24)   |
| Júlio César Maicon Burdisso Materazzi Maxwell Zanetti Cambiasso Chivu Stanković Ibrahimović Cruz | Marco Materazzi (23)    |
| Júlio César Maicon Burdisso Materazzi Maxwell Zanetti Cambiasso Chivu Stanković Ibrahimović Cruz | Maxwell (32)            |
| Júlio César Maicon Burdisso Materazzi Maxwell Zanetti Cambiasso Chivu Stanković Ibrahimović Cruz | Javier Zanetti (38)     |
| Júlio César Maicon Burdisso Materazzi Maxwell Zanetti Cambiasso Chivu Stanković Ibrahimović Cruz | Esteban Cambiasso (33)  |
| Júlio César Maicon Burdisso Materazzi Maxwell Zanetti Cambiasso Chivu Stanković Ibrahimović Cruz | Cristian Chivu (26)     |
| Júlio César Maicon Burdisso Materazzi Maxwell Zanetti Cambiasso Chivu Stanković Ibrahimović Cruz | Dejan Stanković (21)    |
| Júlio César Maicon Burdisso Materazzi Maxwell Zanetti Cambiasso Chivu Stanković Ibrahimović Cruz | Zlatan Ibrahimović (26) |
| Júlio César Maicon Burdisso Materazzi Maxwell Zanetti Cambiasso Chivu Stanković Ibrahimović Cruz | Julio Cruz (28)         |
| Altri giocatori: David Suazo (27), Iván Córdoba (20), Hernán Crespo (19), César (17), Luís Figo (17), Patrick Vieira (16), Luis Jiménez (15), Pelé (15), Walter Samuel (12), Mario Balotelli (11), Nelson Rivas (11), Olivier Dacourt (9), Maniche (8), Santiago Solari (5), Adriano (4), Francesco Toldo (3), Paolo Orlandoni (2). |                         |

## Risultati

### Tabellone
|            | ATA  | CAG  | CAT  | EMP  | FIO  | GEN  | INT  | JUV  | LAZ  | LIV  | MIL  | NAP  | PAL  | PAR  | REG  | ROM  | SAM  | SIE  | TOR  | UDI  |
| ---------- | ---- | ---- | ---- | ---- | ---- | ---- | ---- | ---- | ---- | ---- | ---- | ---- | ---- | ---- | ---- | ---- | ---- | ---- | ---- | ---- |
| Atalanta   | –––– | 2-2  | 0-0  | 4-1  | 2-2  | 2-0  | 0-2  | 0-4  | 2-1  | 3-2  | 2-1  | 5-1  | 1-3  | 2-0  | 2-2  | 1-2  | 4-1  | 2-2  | 2-2  | 0-0  |
| Cagliari   | 1-0  | –––– | 1-1  | 2-0  | 2-1  | 2-1  | 0-2  | 2-3  | 1-0  | 0-0  | 1-2  | 2-1  | 0-1  | 1-1  | 2-2  | 1-1  | 0-3  | 1-0  | 3-0  | 0-1  |
| Catania    | 1-2  | 2-1  | –––– | 1-0  | 0-1  | 0-0  | 0-2  | 1-1  | 1-0  | 1-0  | 1-1  | 3-0  | 3-1  | 0-0  | 1-2  | 1-1  | 2-0  | 0-0  | 1-2  | 2-0  |
| Empoli     | 0-1  | 4-1  | 2-0  | –––– | 0-2  | 1-1  | 0-2  | 0-0  | 1-0  | 2-1  | 1-3  | 0-0  | 3-1  | 1-1  | 1-1  | 2-2  | 0-2  | 0-2  | 0-0  | 0-1  |
| Fiorentina | 2-2  | 5-1  | 2-1  | 3-1  | –––– | 3-1  | 0-2  | 1-1  | 1-0  | 1-0  | 0-1  | 1-0  | 1-0  | 3-1  | 2-0  | 2-2  | 2-2  | 3-0  | 2-1  | 1-2  |
| Genoa      | 2-1  | 2-0  | 2-1  | 0-1  | 0-0  | –––– | 1-1  | 0-2  | 0-2  | 1-1  | 0-3  | 2-0  | 3-3  | 1-0  | 2-0  | 0-1  | 0-1  | 1-3  | 3-0  | 3-2  |
| Inter      | 2-1  | 2-1  | 2-0  | 1-0  | 2-0  | 4-1  | –––– | 1-2  | 3-0  | 2-0  | 2-1  | 2-1  | 2-1  | 3-2  | 2-0  | 1-1  | 3-0  | 2-2  | 4-0  | 1-1  |
| Juventus   | 1-0  | 1-1  | 1-1  | 3-0  | 2-3  | 1-0  | 1-1  | –––– | 5-2  | 5-1  | 3-2  | 1-0  | 5-0  | 3-0  | 4-0  | 1-0  | 0-0  | 2-0  | 0-0  | 0-1  |
| Lazio      | 3-0  | 3-1  | 2-0  | 0-0  | 0-1  | 1-2  | 1-1  | 2-3  | –––– | 2-0  | 1-5  | 2-1  | 1-2  | 1-0  | 1-0  | 3-2  | 2-1  | 1-1  | 2-2  | 0-1  |
| Livorno    | 1-1  | 1-2  | 1-0  | 1-0  | 0-3  | 1-1  | 2-2  | 1-3  | 0-1  | –––– | 1-4  | 1-2  | 2-4  | 1-1  | 1-1  | 1-1  | 3-1  | 0-0  | 0-1  | 0-0  |
| Milan      | 1-2  | 3-1  | 1-1  | 0-1  | 1-1  | 2-0  | 2-1  | 0-0  | 1-1  | 1-1  | –––– | 5-2  | 2-1  | 1-1  | 5-1  | 0-1  | 1-2  | 1-0  | 0-0  | 4-1  |
| Napoli     | 2-0  | 0-2  | 2-0  | 1-3  | 2-0  | 1-2  | 1-0  | 3-1  | 2-2  | 1-0  | 3-1  | –––– | 1-0  | 1-0  | 1-1  | 0-2  | 2-0  | 0-0  | 1-1  | 3-1  |
| Palermo    | 0-0  | 2-1  | 1-0  | 2-0  | 2-0  | 2-3  | 0-0  | 3-2  | 2-2  | 1-0  | 2-1  | 2-1  | –––– | 1-1  | 1-1  | 0-2  | 0-2  | 2-3  | 1-1  | 1-1  |
| Parma      | 2-3  | 1-1  | 2-2  | 1-0  | 1-2  | 1-0  | 0-2  | 2-2  | 2-2  | 3-2  | 0-0  | 1-2  | 2-1  | –––– | 3-0  | 0-3  | 1-2  | 2-2  | 2-0  | 2-0  |
| Reggina    | 1-1  | 2-0  | 3-1  | 2-0  | 0-0  | 2-0  | 0-1  | 2-1  | 1-1  | 1-3  | 0-1  | 1-1  | 0-0  | 2-1  | –––– | 0-2  | 1-0  | 4-0  | 1-3  | 1-3  |
| Roma       | 2-1  | 2-0  | 2-0  | 2-1  | 1-0  | 3-2  | 1-4  | 2-2  | 3-2  | 1-1  | 2-1  | 4-4  | 1-0  | 4-0  | 2-0  | –––– | 2-0  | 3-0  | 4-1  | 2-1  |
| Sampdoria  | 3-0  | 1-1  | 3-1  | 3-0  | 2-2  | 0-0  | 1-1  | 3-3  | 0-0  | 2-0  | 0-5  | 2-0  | 3-0  | 3-0  | 3-0  | 0-3  | –––– | 1-0  | 2-2  | 3-0  |
| Siena      | 1-1  | 1-0  | 1-1  | 3-0  | 1-0  | 0-1  | 2-3  | 1-0  | 1-1  | 2-3  | 1-1  | 1-1  | 2-2  | 2-0  | 0-0  | 3-0  | 1-2  | –––– | 0-0  | 1-1  |
| Torino     | 1-0  | 2-0  | 1-1  | 0-1  | 0-1  | 1-1  | 0-1  | 0-1  | 0-0  | 1-2  | 0-1  | 2-1  | 3-1  | 4-4  | 2-2  | 0-0  | 1-0  | 1-1  | –––– | 0-1  |
| Udinese    | 2-0  | 0-2  | 2-1  | 2-2  | 3-1  | 3-5  | 0-0  | 1-2  | 2-2  | 2-0  | 0-1  | 0-5  | 1-1  | 2-1  | 2-0  | 1-3  | 3-2  | 2-0  | 2-1  | –––– |

### Calendario
Il campionato ebbe inizio il 25 agosto 2007, con gli anticipi del primo turno, per concludersi il 18 maggio 2008. Le soste per impegni della Nazionale azzurra fermarono il torneo alle date del 9 settembre, 14 ottobre e 18 novembre 2007: la pausa natalizia interessò invece il 30 dicembre 2007 e 6 gennaio 2008. I turni infrasettimanali si disputarono il 26 settembre, 31 ottobre 2007, 27 febbraio e 19 marzo 2008.
I turni infrasettimanali di 31 ottobre 2007 e 19 marzo 2008 erano la stessa giornata andata e ritorno e vi si giocò il derby di Roma.
La contemporaneità delle partite, alle 15:00 della domenica, fu osservata nelle quattro giornate finali con l'eccezione di Sampdoria-Juventus, anticipata al 17 maggio per la visita di Papa Benedetto XVI in programma a Genova il giorno seguente.
| andata (1ª) | andata (1ª) | 1ª giornata       | ritorno (20ª) | ritorno (20ª) |
|             |             |                   |               |               |
| 26 ago.     | 3-1         | Fiorentina-Empoli | 2-0           | 27 gen.       |
| 26 ago.     | 0-3         | Genoa-Milan       | 0-2           | 27 gen.       |
| 26 ago.     | 1-1         | Inter-Udinese     | 0-0           | 27 gen.       |
| 25 ago.     | 5-1         | Juventus-Livorno  | 3-1           | 27 gen.       |
| 25 ago.     | 2-2         | Lazio-Torino      | 0-0           | 27 gen.       |
| 26 ago.     | 0-2         | Napoli-Cagliari   | 1-2           | 27 gen.       |
| 26 ago.     | 0-2         | Palermo-Roma      | 0-1           | 26 gen.       |
| 26 ago.     | 2-2         | Parma-Catania     | 0-0           | 27 gen.       |
| 26 ago.     | 1-1         | Reggina-Atalanta  | 2-2           | 27 gen.       |
| 26 ago.     | 1-2         | Siena-Sampdoria   | 0-1           | 26 gen.       |

| andata (2ª) | andata (2ª) | 2ª giornata       | ritorno (21ª) | ritorno (21ª) |
|             |             |                   |               |               |
| 2 set.      | 2-0         | Atalanta-Parma    | 3-2           | 3 feb.        |
| 2 set.      | 2-3         | Cagliari-Juventus | 1-1           | 3 feb.        |
| 2 set.      | 0-0         | Catania-Genoa     | 1-2           | 3 feb.        |
| 1º set.     | 0-2         | Empoli-Inter      | 0-1           | 3 feb.        |
| 2 set.      | 2-4         | Livorno-Palermo   | 0-1           | 2 feb.        |
| 3 set.      | 1-1         | Milan-Fiorentina  | 1-0           | 3 feb.        |
| 2 set.      | 3-0         | Roma-Siena        | 0-3           | 3 feb.        |
| 2 set.      | 0-0         | Sampdoria-Lazio   | 1-2           | 3 feb.        |
| 2 set.      | 2-2         | Torino-Reggina    | 3-1           | 3 feb.        |
| 2 set.      | 0-5         | Udinese-Napoli    | 1-3           | 2 feb.        |

| andata (1ª) | andata (1ª) | 1ª giornata       | ritorno (20ª) | ritorno (20ª) |
|             |             |                   |               |               |
| 26 ago.     | 3-1         | Fiorentina-Empoli | 2-0           | 27 gen.       |
| 26 ago.     | 0-3         | Genoa-Milan       | 0-2           | 27 gen.       |
| 26 ago.     | 1-1         | Inter-Udinese     | 0-0           | 27 gen.       |
| 25 ago.     | 5-1         | Juventus-Livorno  | 3-1           | 27 gen.       |
| 25 ago.     | 2-2         | Lazio-Torino      | 0-0           | 27 gen.       |
| 26 ago.     | 0-2         | Napoli-Cagliari   | 1-2           | 27 gen.       |
| 26 ago.     | 0-2         | Palermo-Roma      | 0-1           | 26 gen.       |
| 26 ago.     | 2-2         | Parma-Catania     | 0-0           | 27 gen.       |
| 26 ago.     | 1-1         | Reggina-Atalanta  | 2-2           | 27 gen.       |
| 26 ago.     | 1-2         | Siena-Sampdoria   | 0-1           | 26 gen.       |

| andata (2ª) | andata (2ª) | 2ª giornata       | ritorno (21ª) | ritorno (21ª) |
|             |             |                   |               |               |
| 2 set.      | 2-0         | Atalanta-Parma    | 3-2           | 3 feb.        |
| 2 set.      | 2-3         | Cagliari-Juventus | 1-1           | 3 feb.        |
| 2 set.      | 0-0         | Catania-Genoa     | 1-2           | 3 feb.        |
| 1º set.     | 0-2         | Empoli-Inter      | 0-1           | 3 feb.        |
| 2 set.      | 2-4         | Livorno-Palermo   | 0-1           | 2 feb.        |
| 3 set.      | 1-1         | Milan-Fiorentina  | 1-0           | 3 feb.        |
| 2 set.      | 3-0         | Roma-Siena        | 0-3           | 3 feb.        |
| 2 set.      | 0-0         | Sampdoria-Lazio   | 1-2           | 3 feb.        |
| 2 set.      | 2-2         | Torino-Reggina    | 3-1           | 3 feb.        |
| 2 set.      | 0-5         | Udinese-Napoli    | 1-3           | 2 feb.        |

| andata (3ª) | andata (3ª) | 3ª giornata         | ritorno (22ª) | ritorno (22ª) |
|             |             |                     |               |               |
| 16 set.     | 2-2         | Fiorentina-Atalanta | 2-2           | 9 feb.        |
| 16 set.     | 1-1         | Genoa-Livorno       | 1-1           | 10 feb.       |
| 16 set.     | 2-0         | Inter-Catania       | 2-0           | 10 feb.       |
| 16 set.     | 0-1         | Juventus-Udinese    | 2-1           | 10 feb.       |
| 15 set.     | 0-0         | Lazio-Empoli        | 0-1           | 10 feb.       |
| 16 set.     | 2-0         | Napoli-Sampdoria    | 0-2           | 10 feb.       |
| 16 set.     | 1-1         | Palermo-Torino      | 1-3           | 10 feb.       |
| 16 set.     | 1-1         | Parma-Cagliari      | 1-1           | 10 feb.       |
| 16 set.     | 0-2         | Reggina-Roma        | 0-2           | 9 feb.        |
| 15 set.     | 1-1         | Siena-Milan         | 0-1           | 10 feb.       |

| andata (4ª) | andata (4ª) | 4ª giornata        | ritorno (23ª) | ritorno (23ª) |
|             |             |                    |               |               |
| 23 set.     | 2-1         | Atalanta-Lazio     | 0-3           | 17 feb.       |
| 23 set.     | 0-1         | Cagliari-Palermo   | 1-2           | 17 feb.       |
| 23 set.     | 0-1         | Catania-Fiorentina | 1-2           | 17 feb.       |
| 23 set.     | 0-0         | Empoli-Napoli      | 3-1           | 17 feb.       |
| 23 set.     | 2-2         | Livorno-Inter      | 0-2           | 16 feb.       |
| 22 set.     | 1-1         | Milan-Parma        | 0-0           | 16 feb.       |
| 23 set.     | 2-2         | Roma-Juventus      | 0-1           | 16 feb.       |
| 23 set.     | 0-0         | Sampdoria-Genoa    | 1-0           | 17 feb.       |
| 23 set.     | 1-1         | Torino-Siena       | 0-0           | 17 feb.       |
| 22 set.     | 2-0         | Udinese-Reggina    | 3-1           | 17 feb.       |

| andata (3ª) | andata (3ª) | 3ª giornata         | ritorno (22ª) | ritorno (22ª) |
|             |             |                     |               |               |
| 16 set.     | 2-2         | Fiorentina-Atalanta | 2-2           | 9 feb.        |
| 16 set.     | 1-1         | Genoa-Livorno       | 1-1           | 10 feb.       |
| 16 set.     | 2-0         | Inter-Catania       | 2-0           | 10 feb.       |
| 16 set.     | 0-1         | Juventus-Udinese    | 2-1           | 10 feb.       |
| 15 set.     | 0-0         | Lazio-Empoli        | 0-1           | 10 feb.       |
| 16 set.     | 2-0         | Napoli-Sampdoria    | 0-2           | 10 feb.       |
| 16 set.     | 1-1         | Palermo-Torino      | 1-3           | 10 feb.       |
| 16 set.     | 1-1         | Parma-Cagliari      | 1-1           | 10 feb.       |
| 16 set.     | 0-2         | Reggina-Roma        | 0-2           | 9 feb.        |
| 15 set.     | 1-1         | Siena-Milan         | 0-1           | 10 feb.       |

| andata (4ª) | andata (4ª) | 4ª giornata        | ritorno (23ª) | ritorno (23ª) |
|             |             |                    |               |               |
| 23 set.     | 2-1         | Atalanta-Lazio     | 0-3           | 17 feb.       |
| 23 set.     | 0-1         | Cagliari-Palermo   | 1-2           | 17 feb.       |
| 23 set.     | 0-1         | Catania-Fiorentina | 1-2           | 17 feb.       |
| 23 set.     | 0-0         | Empoli-Napoli      | 3-1           | 17 feb.       |
| 23 set.     | 2-2         | Livorno-Inter      | 0-2           | 16 feb.       |
| 22 set.     | 1-1         | Milan-Parma        | 0-0           | 16 feb.       |
| 23 set.     | 2-2         | Roma-Juventus      | 0-1           | 16 feb.       |
| 23 set.     | 0-0         | Sampdoria-Genoa    | 1-0           | 17 feb.       |
| 23 set.     | 1-1         | Torino-Siena       | 0-0           | 17 feb.       |
| 22 set.     | 2-0         | Udinese-Reggina    | 3-1           | 17 feb.       |

| andata (5ª) | andata (5ª) | 5ª giornata      | ritorno (24ª) | ritorno (24ª) |
|             |             |                  |               |               |
| 26 set.     | 1-0         | Catania-Empoli   | 0-2           | 24 feb.       |
| 26 set.     | 2-2         | Fiorentina-Roma  | 0-1           | 24 feb.       |
| 26 set.     | 3-2         | Genoa-Udinese    | 5-3           | 24 feb.       |
| 26 set.     | 3-0         | Inter-Sampdoria  | 1-1           | 24 feb.       |
| 26 set.     | 4-0         | Juventus-Reggina | 1-2           | 23 feb.       |
| 26 set.     | 3-1         | Lazio-Cagliari   | 0-1           | 24 feb.       |
| 26 set.     | 1-0         | Napoli-Livorno   | 2-1           | 24 feb.       |
| 26 set.     | 2-1         | Palermo-Milan    | 1-2           | 24 feb.       |
| 26 set.     | 2-0         | Parma-Torino     | 4-4           | 23 feb.       |
| 26 set.     | 1-1         | Siena-Atalanta   | 2-2           | 24 feb.       |

| andata (6ª) | andata (6ª) | 6ª giornata        | ritorno (25ª) | ritorno (25ª) |
|             |             |                    |               |               |
| 30 set.     | 1-0         | Cagliari-Siena     | 0-1           | 27 feb.       |
| 30 set.     | 3-1         | Empoli-Palermo     | 0-2           | 27 feb.       |
| 29 set.     | 0-3         | Livorno-Fiorentina | 0-1           | 27 feb.       |
| 30 set.     | 1-1         | Milan-Catania      | 1-1           | 27 feb.       |
| 30 set.     | 1-2         | Napoli-Genoa       | 0-2           | 27 feb.       |
| 30 set.     | 1-1         | Reggina-Lazio      | 0-1           | 27 feb.       |
| 29 set.     | 1-4         | Roma-Inter         | 1-1           | 27 feb.       |
| 30 set.     | 3-0         | Sampdoria-Atalanta | 1-4           | 27 feb.       |
| 30 set.     | 0-1         | Torino-Juventus    | 0-0           | 26 feb.       |
| 30 set.     | 2-1         | Udinese-Parma      | 0-2           | 27 feb.       |

| andata (5ª) | andata (5ª) | 5ª giornata      | ritorno (24ª) | ritorno (24ª) |
|             |             |                  |               |               |
| 26 set.     | 1-0         | Catania-Empoli   | 0-2           | 24 feb.       |
| 26 set.     | 2-2         | Fiorentina-Roma  | 0-1           | 24 feb.       |
| 26 set.     | 3-2         | Genoa-Udinese    | 5-3           | 24 feb.       |
| 26 set.     | 3-0         | Inter-Sampdoria  | 1-1           | 24 feb.       |
| 26 set.     | 4-0         | Juventus-Reggina | 1-2           | 23 feb.       |
| 26 set.     | 3-1         | Lazio-Cagliari   | 0-1           | 24 feb.       |
| 26 set.     | 1-0         | Napoli-Livorno   | 2-1           | 24 feb.       |
| 26 set.     | 2-1         | Palermo-Milan    | 1-2           | 24 feb.       |
| 26 set.     | 2-0         | Parma-Torino     | 4-4           | 23 feb.       |
| 26 set.     | 1-1         | Siena-Atalanta   | 2-2           | 24 feb.       |

| andata (6ª) | andata (6ª) | 6ª giornata        | ritorno (25ª) | ritorno (25ª) |
|             |             |                    |               |               |
| 30 set.     | 1-0         | Cagliari-Siena     | 0-1           | 27 feb.       |
| 30 set.     | 3-1         | Empoli-Palermo     | 0-2           | 27 feb.       |
| 29 set.     | 0-3         | Livorno-Fiorentina | 0-1           | 27 feb.       |
| 30 set.     | 1-1         | Milan-Catania      | 1-1           | 27 feb.       |
| 30 set.     | 1-2         | Napoli-Genoa       | 0-2           | 27 feb.       |
| 30 set.     | 1-1         | Reggina-Lazio      | 0-1           | 27 feb.       |
| 29 set.     | 1-4         | Roma-Inter         | 1-1           | 27 feb.       |
| 30 set.     | 3-0         | Sampdoria-Atalanta | 1-4           | 27 feb.       |
| 30 set.     | 0-1         | Torino-Juventus    | 0-0           | 26 feb.       |
| 30 set.     | 2-1         | Udinese-Parma      | 0-2           | 27 feb.       |

| andata (7ª) | andata (7ª) | 7ª giornata         | ritorno (26ª) | ritorno (26ª) |
|             |             |                     |               |               |
| 6 ott.      | 0-0         | Atalanta-Udinese    | 0-2           | 2 mar.        |
| 7 ott.      | 1-0         | Catania-Livorno     | 0-1           | 2 mar.        |
| 7 ott.      | 1-1         | Fiorentina-Juventus | 3-2           | 2 mar.        |
| 7 ott.      | 2-0         | Genoa-Cagliari      | 1-2           | 2 mar.        |
| 6 ott.      | 2-1         | Inter-Napoli        | 0-1           | 2 mar.        |
| 7 ott.      | 1-5         | Lazio-Milan         | 1-1           | 1° mar.       |
| 7 ott.      | 1-1         | Palermo-Reggina     | 0-0           | 2 mar.        |
| 7 ott.      | 0-3         | Parma-Roma          | 0-4           | 1° mar.       |
| 7 ott.      | 3-0         | Siena-Empoli        | 2-0           | 2 mar.        |
| 7 ott.      | 1-0         | Torino-Sampdoria    | 2-2           | 2 mar.        |

| andata (8ª) | andata (8ª) | 8ª giornata      | ritorno (27ª) | ritorno (27ª) |
|             |             |                  |               |               |
| 21 ott.     | 2-2         | Atalanta-Torino  | 0-1           | 9 mar.        |
| 21 ott.     | 1-1         | Cagliari-Catania | 1-2           | 9 mar.        |
| 21 ott.     | 3-0         | Fiorentina-Siena | 0-1           | 9 mar.        |
| 21 ott.     | 1-0         | Juventus-Genoa   | 2-0           | 9 mar.        |
| 21 ott.     | 0-1         | Livorno-Lazio    | 0-2           | 9 mar.        |
| 21 ott.     | 0-1         | Milan-Empoli     | 3-1           | 9 mar.        |
| 20 ott.     | 0-1         | Reggina-Inter    | 0-2           | 8 mar.        |
| 20 ott.     | 4-4         | Roma-Napoli      | 2-0           | 9 mar.        |
| 21 ott.     | 3-0         | Sampdoria-Parma  | 2-1           | 9 mar.        |
| 21 ott.     | 1-1         | Udinese-Palermo  | 1-1           | 8 mar.        |

| andata (7ª) | andata (7ª) | 7ª giornata         | ritorno (26ª) | ritorno (26ª) |
|             |             |                     |               |               |
| 6 ott.      | 0-0         | Atalanta-Udinese    | 0-2           | 2 mar.        |
| 7 ott.      | 1-0         | Catania-Livorno     | 0-1           | 2 mar.        |
| 7 ott.      | 1-1         | Fiorentina-Juventus | 3-2           | 2 mar.        |
| 7 ott.      | 2-0         | Genoa-Cagliari      | 1-2           | 2 mar.        |
| 6 ott.      | 2-1         | Inter-Napoli        | 0-1           | 2 mar.        |
| 7 ott.      | 1-5         | Lazio-Milan         | 1-1           | 1° mar.       |
| 7 ott.      | 1-1         | Palermo-Reggina     | 0-0           | 2 mar.        |
| 7 ott.      | 0-3         | Parma-Roma          | 0-4           | 1° mar.       |
| 7 ott.      | 3-0         | Siena-Empoli        | 2-0           | 2 mar.        |
| 7 ott.      | 1-0         | Torino-Sampdoria    | 2-2           | 2 mar.        |

| andata (8ª) | andata (8ª) | 8ª giornata      | ritorno (27ª) | ritorno (27ª) |
|             |             |                  |               |               |
| 21 ott.     | 2-2         | Atalanta-Torino  | 0-1           | 9 mar.        |
| 21 ott.     | 1-1         | Cagliari-Catania | 1-2           | 9 mar.        |
| 21 ott.     | 3-0         | Fiorentina-Siena | 0-1           | 9 mar.        |
| 21 ott.     | 1-0         | Juventus-Genoa   | 2-0           | 9 mar.        |
| 21 ott.     | 0-1         | Livorno-Lazio    | 0-2           | 9 mar.        |
| 21 ott.     | 0-1         | Milan-Empoli     | 3-1           | 9 mar.        |
| 20 ott.     | 0-1         | Reggina-Inter    | 0-2           | 8 mar.        |
| 20 ott.     | 4-4         | Roma-Napoli      | 2-0           | 9 mar.        |
| 21 ott.     | 3-0         | Sampdoria-Parma  | 2-1           | 9 mar.        |
| 21 ott.     | 1-1         | Udinese-Palermo  | 1-1           | 8 mar.        |

| andata (9ª) | andata (9ª) | 9ª giornata       | ritorno (28ª) | ritorno (28ª) |
|             |             |                   |               |               |
| 28 ott.     | 2-0         | Catania-Sampdoria | 1-3           | 16 mar.       |
| 28 ott.     | 0-1         | Empoli-Atalanta   | 1-4           | 16 mar.       |
| 28 ott.     | 0-0         | Genoa-Fiorentina  | 1-3           | 16 mar.       |
| 28 ott.     | 0-1         | Lazio-Udinese     | 2-2           | 15 mar.       |
| 28 ott.     | 0-1         | Milan-Roma        | 1-2           | 15 mar.       |
| 27 ott.     | 3-1         | Napoli-Juventus   | 0-1           | 16 mar.       |
| 28 ott.     | 0-0         | Palermo-Inter     | 1-2           | 16 mar.       |
| 28 ott.     | 3-2         | Parma-Livorno     | 1-1           | 16 mar.       |
| 28 ott.     | 0-0         | Siena-Reggina     | 0-4           | 16 mar.       |
| 27 ott.     | 2-0         | Torino-Cagliari   | 0-3           | 16 mar.       |

| andata (10ª) | andata (10ª) | 10ª giornata      | ritorno (29ª) | ritorno (29ª) |
|              |              |                   |               |               |
| 31 ott.      | 2-2          | Atalanta-Cagliari | 0-1           | 19 mar.       |
| 31 ott.      | 1-0          | Fiorentina-Napoli | 0-2           | 19 mar.       |
| 31 ott.      | 4-1          | Inter-Genoa       | 1-1           | 19 mar.       |
| 31 ott.      | 3-0          | Juventus-Empoli   | 0-0           | 19 mar.       |
| 31 ott.      | 1-1          | Palermo-Parma     | 1-2           | 19 mar.       |
| 31 ott.      | 1-3          | Reggina-Livorno   | 1-1           | 19 mar.       |
| 31 ott.      | 3-2          | Roma-Lazio        | 2-3           | 19 mar.       |
| 31 ott.      | 0-5          | Sampdoria-Milan   | 2-1           | 19 mar.       |
| 31 ott.      | 1-1          | Siena-Catania     | 0-0           | 19 mar.       |
| 31 ott.      | 2-1          | Udinese-Torino    | 1-0           | 19 mar.       |

| andata (9ª) | andata (9ª) | 9ª giornata       | ritorno (28ª) | ritorno (28ª) |
|             |             |                   |               |               |
| 28 ott.     | 2-0         | Catania-Sampdoria | 1-3           | 16 mar.       |
| 28 ott.     | 0-1         | Empoli-Atalanta   | 1-4           | 16 mar.       |
| 28 ott.     | 0-0         | Genoa-Fiorentina  | 1-3           | 16 mar.       |
| 28 ott.     | 0-1         | Lazio-Udinese     | 2-2           | 15 mar.       |
| 28 ott.     | 0-1         | Milan-Roma        | 1-2           | 15 mar.       |
| 27 ott.     | 3-1         | Napoli-Juventus   | 0-1           | 16 mar.       |
| 28 ott.     | 0-0         | Palermo-Inter     | 1-2           | 16 mar.       |
| 28 ott.     | 3-2         | Parma-Livorno     | 1-1           | 16 mar.       |
| 28 ott.     | 0-0         | Siena-Reggina     | 0-4           | 16 mar.       |
| 27 ott.     | 2-0         | Torino-Cagliari   | 0-3           | 16 mar.       |

| andata (10ª) | andata (10ª) | 10ª giornata      | ritorno (29ª) | ritorno (29ª) |
|              |              |                   |               |               |
| 31 ott.      | 2-2          | Atalanta-Cagliari | 0-1           | 19 mar.       |
| 31 ott.      | 1-0          | Fiorentina-Napoli | 0-2           | 19 mar.       |
| 31 ott.      | 4-1          | Inter-Genoa       | 1-1           | 19 mar.       |
| 31 ott.      | 3-0          | Juventus-Empoli   | 0-0           | 19 mar.       |
| 31 ott.      | 1-1          | Palermo-Parma     | 1-2           | 19 mar.       |
| 31 ott.      | 1-3          | Reggina-Livorno   | 1-1           | 19 mar.       |
| 31 ott.      | 3-2          | Roma-Lazio        | 2-3           | 19 mar.       |
| 31 ott.      | 0-5          | Sampdoria-Milan   | 2-1           | 19 mar.       |
| 31 ott.      | 1-1          | Siena-Catania     | 0-0           | 19 mar.       |
| 31 ott.      | 2-1          | Udinese-Torino    | 1-0           | 19 mar.       |

| andata (11ª) | andata (11ª) | 11ª giornata       | ritorno (30ª) | ritorno (30ª) |
|              |              |                    |               |               |
| 4 nov.       | 0-3          | Cagliari-Sampdoria | 1-1           | 22 mar.       |
| 4 nov.       | 1-2          | Catania-Atalanta   | 0-0           | 22 mar.       |
| 4 nov.       | 2-2          | Empoli-Roma        | 1-2           | 22 mar.       |
| 4 nov.       | 3-3          | Genoa-Palermo      | 3-2           | 22 mar.       |
| 4 nov.       | 1-1          | Juventus-Inter     | 2-1           | 22 mar.       |
| 3 nov.       | 0-1          | Lazio-Fiorentina   | 0-1           | 22 mar.       |
| 4 nov.       | 0-0          | Livorno-Udinese    | 0-2           | 22 mar.       |
| 3 nov.       | 0-0          | Milan-Torino       | 1-0           | 22 mar.       |
| 4 nov.       | 1-1          | Napoli-Reggina     | 1-1           | 22 mar.       |
| 4 nov.       | 2-2          | Parma-Siena        | 0-2           | 22 mar.       |

| andata (12ª) | andata (12ª) | 12ª giornata       | ritorno (31ª) | ritorno (31ª) |
|              |              |                    |               |               |
| 23 gen.      | 2-1          | Atalanta-Milan     | 2-1           | 30 mar.       |
| 11 nov.      | 1-2          | Fiorentina-Udinese | 1-3           | 30 mar.       |
| 5 dic.       | 3-0          | Inter-Lazio        | 1-1           | 29 mar.       |
| 11 nov.      | 2-1          | Palermo-Napoli     | 0-1           | 30 mar.       |
| 11 nov.      | 2-2          | Parma-Juventus     | 0-3           | 16 apr.       |
| 11 nov.      | 2-0          | Reggina-Genoa      | 0-2           | 30 mar.       |
| 5 dic.       | 2-0          | Roma-Cagliari      | 1-1           | 29 mar.       |
| 11 nov.      | 3-0          | Sampdoria-Empoli   | 2-0           | 30 mar.       |
| 11 nov.      | 2-3          | Siena-Livorno      | 0-0           | 30 mar.       |
| 11 nov.      | 1-1          | Torino-Catania     | 2-1           | 30 mar.       |

| andata (11ª) | andata (11ª) | 11ª giornata       | ritorno (30ª) | ritorno (30ª) |
|              |              |                    |               |               |
| 4 nov.       | 0-3          | Cagliari-Sampdoria | 1-1           | 22 mar.       |
| 4 nov.       | 1-2          | Catania-Atalanta   | 0-0           | 22 mar.       |
| 4 nov.       | 2-2          | Empoli-Roma        | 1-2           | 22 mar.       |
| 4 nov.       | 3-3          | Genoa-Palermo      | 3-2           | 22 mar.       |
| 4 nov.       | 1-1          | Juventus-Inter     | 2-1           | 22 mar.       |
| 3 nov.       | 0-1          | Lazio-Fiorentina   | 0-1           | 22 mar.       |
| 4 nov.       | 0-0          | Livorno-Udinese    | 0-2           | 22 mar.       |
| 3 nov.       | 0-0          | Milan-Torino       | 1-0           | 22 mar.       |
| 4 nov.       | 1-1          | Napoli-Reggina     | 1-1           | 22 mar.       |
| 4 nov.       | 2-2          | Parma-Siena        | 0-2           | 22 mar.       |

| andata (12ª) | andata (12ª) | 12ª giornata       | ritorno (31ª) | ritorno (31ª) |
|              |              |                    |               |               |
| 23 gen.      | 2-1          | Atalanta-Milan     | 2-1           | 30 mar.       |
| 11 nov.      | 1-2          | Fiorentina-Udinese | 1-3           | 30 mar.       |
| 5 dic.       | 3-0          | Inter-Lazio        | 1-1           | 29 mar.       |
| 11 nov.      | 2-1          | Palermo-Napoli     | 0-1           | 30 mar.       |
| 11 nov.      | 2-2          | Parma-Juventus     | 0-3           | 16 apr.       |
| 11 nov.      | 2-0          | Reggina-Genoa      | 0-2           | 30 mar.       |
| 5 dic.       | 2-0          | Roma-Cagliari      | 1-1           | 29 mar.       |
| 11 nov.      | 3-0          | Sampdoria-Empoli   | 2-0           | 30 mar.       |
| 11 nov.      | 2-3          | Siena-Livorno      | 0-0           | 30 mar.       |
| 11 nov.      | 1-1          | Torino-Catania     | 2-1           | 30 mar.       |

| andata (13ª) | andata (13ª) | 13ª giornata       | ritorno (32ª) | ritorno (32ª) |
|              |              |                    |               |               |
| 25 nov.      | 1-2          | Cagliari-Milan     | 1-3           | 5 apr.        |
| 25 nov.      | 0-0          | Empoli-Torino      | 1-0           | 6 apr.        |
| 24 nov.      | 0-1          | Genoa-Roma         | 2-3           | 5 apr.        |
| 24 nov.      | 2-1          | Inter-Atalanta     | 2-0           | 6 apr.        |
| 25 nov.      | 5-0          | Juventus-Palermo   | 2-3           | 6 apr.        |
| 25 nov.      | 1-0          | Lazio-Parma        | 2-2           | 6 apr.        |
| 25 nov.      | 3-1          | Livorno-Sampdoria  | 0-2           | 6 apr.        |
| 25 nov.      | 2-0          | Napoli-Catania     | 0-3           | 6 apr.        |
| 25 nov.      | 0-0          | Reggina-Fiorentina | 0-2           | 6 apr.        |
| 25 nov.      | 2-0          | Udinese-Siena      | 1-1           | 6 apr.        |

| andata (14ª) | andata (14ª) | 14ª giornata      | ritorno (33ª) | ritorno (33ª) |
|              |              |                   |               |               |
| 2 dic.       | 5-1          | Atalanta-Napoli   | 0-2           | 13 apr.       |
| 2 dic.       | 0-0          | Cagliari-Livorno  | 2-1           | 13 apr.       |
| 2 dic.       | 3-1          | Catania-Palermo   | 0-1           | 12 apr.       |
| 2 dic.       | 0-2          | Fiorentina-Inter  | 0-2           | 13 apr.       |
| 1° dic.      | 0-0          | Milan-Juventus    | 2-3           | 12 apr.       |
| 2 dic.       | 1-0          | Parma-Empoli      | 1-1           | 13 apr.       |
| 2 dic.       | 2-1          | Roma-Udinese      | 3-1           | 13 apr.       |
| 1° dic.      | 3-0          | Sampdoria-Reggina | 0-1           | 13 apr.       |
| 2 dic.       | 1-1          | Siena-Lazio       | 1-1           | 13 apr.       |
| 2 dic.       | 1-1          | Torino-Genoa      | 0-3           | 13 apr.       |

| andata (13ª) | andata (13ª) | 13ª giornata       | ritorno (32ª) | ritorno (32ª) |
|              |              |                    |               |               |
| 25 nov.      | 1-2          | Cagliari-Milan     | 1-3           | 5 apr.        |
| 25 nov.      | 0-0          | Empoli-Torino      | 1-0           | 6 apr.        |
| 24 nov.      | 0-1          | Genoa-Roma         | 2-3           | 5 apr.        |
| 24 nov.      | 2-1          | Inter-Atalanta     | 2-0           | 6 apr.        |
| 25 nov.      | 5-0          | Juventus-Palermo   | 2-3           | 6 apr.        |
| 25 nov.      | 1-0          | Lazio-Parma        | 2-2           | 6 apr.        |
| 25 nov.      | 3-1          | Livorno-Sampdoria  | 0-2           | 6 apr.        |
| 25 nov.      | 2-0          | Napoli-Catania     | 0-3           | 6 apr.        |
| 25 nov.      | 0-0          | Reggina-Fiorentina | 0-2           | 6 apr.        |
| 25 nov.      | 2-0          | Udinese-Siena      | 1-1           | 6 apr.        |

| andata (14ª) | andata (14ª) | 14ª giornata      | ritorno (33ª) | ritorno (33ª) |
|              |              |                   |               |               |
| 2 dic.       | 5-1          | Atalanta-Napoli   | 0-2           | 13 apr.       |
| 2 dic.       | 0-0          | Cagliari-Livorno  | 2-1           | 13 apr.       |
| 2 dic.       | 3-1          | Catania-Palermo   | 0-1           | 12 apr.       |
| 2 dic.       | 0-2          | Fiorentina-Inter  | 0-2           | 13 apr.       |
| 1° dic.      | 0-0          | Milan-Juventus    | 2-3           | 12 apr.       |
| 2 dic.       | 1-0          | Parma-Empoli      | 1-1           | 13 apr.       |
| 2 dic.       | 2-1          | Roma-Udinese      | 3-1           | 13 apr.       |
| 1° dic.      | 3-0          | Sampdoria-Reggina | 0-1           | 13 apr.       |
| 2 dic.       | 1-1          | Siena-Lazio       | 1-1           | 13 apr.       |
| 2 dic.       | 1-1          | Torino-Genoa      | 0-3           | 13 apr.       |

| andata (15ª) | andata (15ª) | 15ª giornata       | ritorno (34ª) | ritorno (34ª) |
|              |              |                    |               |               |
| 9 dic.       | 4-1          | Empoli-Cagliari    | 0-2           | 20 apr.       |
| 9 dic.       | 1-3          | Genoa-Siena        | 1-0           | 20 apr.       |
| 9 dic.       | 4-0          | Inter-Torino       | 1-0           | 20 apr.       |
| 9 dic.       | 1-0          | Juventus-Atalanta  | 4-0           | 20 apr.       |
| 8 dic.       | 2-0          | Lazio-Catania      | 0-1           | 20 apr.       |
| 9 dic.       | 1-1          | Livorno-Roma       | 1-1           | 19 apr.       |
| 9 dic.       | 1-0          | Napoli-Parma       | 2-1           | 20 apr.       |
| 8 dic.       | 2-0          | Palermo-Fiorentina | 0-1           | 19 apr.       |
| 30 gen.      | 0-1          | Reggina-Milan      | 1-5           | 20 apr.       |
| 9 dic.       | 3-2          | Udinese-Sampdoria  | 0-3           | 20 apr.       |

| andata (16ª) | andata (16ª) | 16ª giornata         | ritorno (35ª) | ritorno (35ª) |
|              |              |                      |               |               |
| 16 dic.      | 1-3          | Atalanta-Palermo     | 0-0           | 27 apr.       |
| 16 dic.      | 0-2          | Cagliari-Inter       | 1-2           | 27 apr.       |
| 15 dic.      | 2-0          | Catania-Udinese      | 1-2           | 27 apr.       |
| 16 dic.      | 1-1          | Empoli-Genoa         | 1-0           | 27 apr.       |
| 15 dic.      | 2-3          | Lazio-Juventus       | 2-5           | 27 apr.       |
| 13 feb.      | 1-1          | Milan-Livorno        | 4-1           | 27 apr.       |
| 16 dic.      | 3-0          | Parma-Reggina        | 1-2           | 27 apr.       |
| 16 dic.      | 2-2          | Sampdoria-Fiorentina | 2-2           | 27 apr.       |
| 16 dic.      | 1-1          | Siena-Napoli         | 0-0           | 27 apr.       |
| 16 dic.      | 0-0          | Torino-Roma          | 1-4           | 27 apr.       |

| andata (15ª) | andata (15ª) | 15ª giornata       | ritorno (34ª) | ritorno (34ª) |
|              |              |                    |               |               |
| 9 dic.       | 4-1          | Empoli-Cagliari    | 0-2           | 20 apr.       |
| 9 dic.       | 1-3          | Genoa-Siena        | 1-0           | 20 apr.       |
| 9 dic.       | 4-0          | Inter-Torino       | 1-0           | 20 apr.       |
| 9 dic.       | 1-0          | Juventus-Atalanta  | 4-0           | 20 apr.       |
| 8 dic.       | 2-0          | Lazio-Catania      | 0-1           | 20 apr.       |
| 9 dic.       | 1-1          | Livorno-Roma       | 1-1           | 19 apr.       |
| 9 dic.       | 1-0          | Napoli-Parma       | 2-1           | 20 apr.       |
| 8 dic.       | 2-0          | Palermo-Fiorentina | 0-1           | 19 apr.       |
| 30 gen.      | 0-1          | Reggina-Milan      | 1-5           | 20 apr.       |
| 9 dic.       | 3-2          | Udinese-Sampdoria  | 0-3           | 20 apr.       |

| andata (16ª) | andata (16ª) | 16ª giornata         | ritorno (35ª) | ritorno (35ª) |
|              |              |                      |               |               |
| 16 dic.      | 1-3          | Atalanta-Palermo     | 0-0           | 27 apr.       |
| 16 dic.      | 0-2          | Cagliari-Inter       | 1-2           | 27 apr.       |
| 15 dic.      | 2-0          | Catania-Udinese      | 1-2           | 27 apr.       |
| 16 dic.      | 1-1          | Empoli-Genoa         | 1-0           | 27 apr.       |
| 15 dic.      | 2-3          | Lazio-Juventus       | 2-5           | 27 apr.       |
| 13 feb.      | 1-1          | Milan-Livorno        | 4-1           | 27 apr.       |
| 16 dic.      | 3-0          | Parma-Reggina        | 1-2           | 27 apr.       |
| 16 dic.      | 2-2          | Sampdoria-Fiorentina | 2-2           | 27 apr.       |
| 16 dic.      | 1-1          | Siena-Napoli         | 0-0           | 27 apr.       |
| 16 dic.      | 0-0          | Torino-Roma          | 1-4           | 27 apr.       |

| andata (17ª) | andata (17ª) | 17ª giornata        | ritorno (36ª) | ritorno (36ª) |
|              |              |                     |               |               |
| 23 dic.      | 5-1          | Fiorentina-Cagliari | 1-2           | 4 mag.        |
| 22 dic.      | 1-0          | Genoa-Parma         | 0-1           | 4 mag.        |
| 23 dic.      | 2-1          | Inter-Milan         | 1-2           | 4 mag.        |
| 23 dic.      | 2-0          | Juventus-Siena      | 0-1           | 4 mag.        |
| 23 dic.      | 1-1          | Livorno-Atalanta    | 2-3           | 4 mag.        |
| 23 dic.      | 1-1          | Napoli-Torino       | 1-2           | 4 mag.        |
| 23 dic.      | 2-2          | Palermo-Lazio       | 2-1           | 4 mag.        |
| 23 dic.      | 3-1          | Reggina-Catania     | 2-1           | 4 mag.        |
| 22 dic.      | 2-0          | Roma-Sampdoria      | 3-0           | 4 mag.        |
| 23 dic.      | 2-2          | Udinese-Empoli      | 1-0           | 4 mag.        |

| andata (18ª) | andata (18ª) | 18ª giornata      | ritorno (37ª) | ritorno (37ª) |
|              |              |                   |               |               |
| 13 gen.      | 1-2          | Atalanta-Roma     | 1-2           | 11 mag.       |
| 13 gen.      | 0-1          | Cagliari-Udinese  | 2-0           | 11 mag.       |
| 12 gen.      | 1-1          | Catania-Juventus  | 1-1           | 11 mag.       |
| 12 gen.      | 1-1          | Empoli-Reggina    | 0-2           | 11 mag.       |
| 13 gen.      | 1-2          | Lazio-Genoa       | 2-0           | 11 mag.       |
| 13 gen.      | 5-2          | Milan-Napoli      | 1-3           | 11 mag.       |
| 13 gen.      | 1-2          | Parma-Fiorentina  | 1-3           | 11 mag.       |
| 13 gen.      | 3-0          | Sampdoria-Palermo | 2-0           | 11 mag.       |
| 13 gen.      | 2-3          | Siena-Inter       | 2-2           | 11 mag.       |
| 13 gen.      | 1-2          | Torino-Livorno    | 1-0           | 11 mag.       |

| andata (17ª) | andata (17ª) | 17ª giornata        | ritorno (36ª) | ritorno (36ª) |
|              |              |                     |               |               |
| 23 dic.      | 5-1          | Fiorentina-Cagliari | 1-2           | 4 mag.        |
| 22 dic.      | 1-0          | Genoa-Parma         | 0-1           | 4 mag.        |
| 23 dic.      | 2-1          | Inter-Milan         | 1-2           | 4 mag.        |
| 23 dic.      | 2-0          | Juventus-Siena      | 0-1           | 4 mag.        |
| 23 dic.      | 1-1          | Livorno-Atalanta    | 2-3           | 4 mag.        |
| 23 dic.      | 1-1          | Napoli-Torino       | 1-2           | 4 mag.        |
| 23 dic.      | 2-2          | Palermo-Lazio       | 2-1           | 4 mag.        |
| 23 dic.      | 3-1          | Reggina-Catania     | 2-1           | 4 mag.        |
| 22 dic.      | 2-0          | Roma-Sampdoria      | 3-0           | 4 mag.        |
| 23 dic.      | 2-2          | Udinese-Empoli      | 1-0           | 4 mag.        |

| andata (18ª) | andata (18ª) | 18ª giornata      | ritorno (37ª) | ritorno (37ª) |
|              |              |                   |               |               |
| 13 gen.      | 1-2          | Atalanta-Roma     | 1-2           | 11 mag.       |
| 13 gen.      | 0-1          | Cagliari-Udinese  | 2-0           | 11 mag.       |
| 12 gen.      | 1-1          | Catania-Juventus  | 1-1           | 11 mag.       |
| 12 gen.      | 1-1          | Empoli-Reggina    | 0-2           | 11 mag.       |
| 13 gen.      | 1-2          | Lazio-Genoa       | 2-0           | 11 mag.       |
| 13 gen.      | 5-2          | Milan-Napoli      | 1-3           | 11 mag.       |
| 13 gen.      | 1-2          | Parma-Fiorentina  | 1-3           | 11 mag.       |
| 13 gen.      | 3-0          | Sampdoria-Palermo | 2-0           | 11 mag.       |
| 13 gen.      | 2-3          | Siena-Inter       | 2-2           | 11 mag.       |
| 13 gen.      | 1-2          | Torino-Livorno    | 1-0           | 11 mag.       |

| \| andata (19ª) \| andata (19ª) \| 19ª giornata \| ritorno (38ª) \| ritorno (38ª) \| \| \| \| \| \| \| \| 19 gen. \| 2-1 \| Fiorentina-Torino \| 1-0 \| 18 mag. \| \| 19 gen. \| 2-1 \| Genoa-Atalanta \| 0-2 \| 18 mag. \| \| 20 gen. \| 3-2 \| Inter-Parma \| 2-0 \| 18 mag. \| \| 20 gen. \| 0-0 \| Juventus-Sampdoria \| 3-3 \| 17 mag. \| \| 20 gen. \| 1-0 \| Livorno-Empoli \| 1-2 \| 18 mag. \| \| 20 gen. \| 2-2 \| Napoli-Lazio \| 1-2 \| 18 mag. \| \| 20 gen. \| 2-3 \| Palermo-Siena \| 2-2 \| 18 mag. \| \| 20 gen. \| 2-0 \| Reggina-Cagliari \| 2-2 \| 18 mag. \| \| 20 gen. \| 2-0 \| Roma-Catania \| 1-1 \| 18 mag. \| \| 20 gen. \| 0-1 \| Udinese-Milan \| 1-4 \| 18 mag. \| |              |                    |               |               |
| andata (19ª) | andata (19ª) | 19ª giornata       | ritorno (38ª) | ritorno (38ª) |
| |              |                    |               |               |
| 19 gen. | 2-1          | Fiorentina-Torino  | 1-0           | 18 mag.       |
| 19 gen. | 2-1          | Genoa-Atalanta     | 0-2           | 18 mag.       |
| 20 gen. | 3-2          | Inter-Parma        | 2-0           | 18 mag.       |
| 20 gen. | 0-0          | Juventus-Sampdoria | 3-3           | 17 mag.       |
| 20 gen. | 1-0          | Livorno-Empoli     | 1-2           | 18 mag.       |
| 20 gen. | 2-2          | Napoli-Lazio       | 1-2           | 18 mag.       |
| 20 gen. | 2-3          | Palermo-Siena      | 2-2           | 18 mag.       |
| 20 gen. | 2-0          | Reggina-Cagliari   | 2-2           | 18 mag.       |
| 20 gen. | 2-0          | Roma-Catania       | 1-1           | 18 mag.       |
| 20 gen. | 0-1          | Udinese-Milan      | 1-4           | 18 mag.       |

| andata (19ª) | andata (19ª) | 19ª giornata       | ritorno (38ª) | ritorno (38ª) |
|              |              |                    |               |               |
| 19 gen.      | 2-1          | Fiorentina-Torino  | 1-0           | 18 mag.       |
| 19 gen.      | 2-1          | Genoa-Atalanta     | 0-2           | 18 mag.       |
| 20 gen.      | 3-2          | Inter-Parma        | 2-0           | 18 mag.       |
| 20 gen.      | 0-0          | Juventus-Sampdoria | 3-3           | 17 mag.       |
| 20 gen.      | 1-0          | Livorno-Empoli     | 1-2           | 18 mag.       |
| 20 gen.      | 2-2          | Napoli-Lazio       | 1-2           | 18 mag.       |
| 20 gen.      | 2-3          | Palermo-Siena      | 2-2           | 18 mag.       |
| 20 gen.      | 2-0          | Reggina-Cagliari   | 2-2           | 18 mag.       |
| 20 gen.      | 2-0          | Roma-Catania       | 1-1           | 18 mag.       |
| 20 gen.      | 0-1          | Udinese-Milan      | 1-4           | 18 mag.       |

## Statistiche

### Squadre

#### Capoliste solitarie
|    | —— | ——   | ——   | —— | ——    | ——    | ——    | ——    | ——    | ——    | ——    | ——    | ——    | ——    | ——    | ——    | ——    | ——    | ——    | ——    | ——    | ——    | ——    | ——    | ——    | ——    | ——    | ——    | ——    | ——    | ——    | ——    | ——    | ——    | ——    | ——    | ——    | —— |  |
|    |    | Roma | Roma |    | Inter | Inter | Inter | Inter | Inter | Inter | Inter | Inter | Inter | Inter | Inter | Inter | Inter | Inter | Inter | Inter | Inter | Inter | Inter | Inter | Inter | Inter | Inter | Inter | Inter | Inter | Inter | Inter | Inter | Inter | Inter | Inter | Inter |    |  |
|    |    |      |      |    |       |       |       |       |       |       |       |       |       |       |       |       |       |       |       |       |       |       |       |       |       |       |       |       |       |       |       |       |       |       |       |       |       |    |  |
|    |    |      |      |    |       |       |       |       |       |       |       |       |       |       |       |       |       |       |       |       |       |       |       |       |       |       |       |       |       |       |       |       |       |       |       |       |       |    |  |
| 1ª | 2ª | 3ª   | 4ª   | 5ª | 6ª    | 7ª    | 8ª    | 9ª    | 10ª   | 11ª   | 12ª   | 13ª   | 14ª   | 15ª   | 16ª   | 17ª   | 18ª   | 19ª   | 20ª   | 21ª   | 22ª   | 23ª   | 24ª   | 25ª   | 26ª   | 27ª   | 28ª   | 29ª   | 30ª   | 31ª   | 32ª   | 33ª   | 34ª   | 35ª   | 36ª   | 37ª   | 38ª   |    |  |

#### Classifica in divenire
|            | 1ª | 2ª | 3ª | 4ª | 5ª | 6ª | 7ª | 8ª | 9ª | 10ª | 11ª | 12ª | 13ª | 14ª | 15ª | 16ª | 17ª | 18ª | 19ª | 20ª | 21ª | 22ª | 23ª | 24ª | 25ª | 26ª | 27ª | 28ª | 29ª | 30ª | 31ª | 32ª | 33ª | 34ª | 35ª | 36ª | 37ª | 38ª |
|            |    |    |    |    |    |    |    |    |    |     |     |     |     |     |     |     |     |     |     |     |     |     |     |     |     |     |     |     |     |     |     |     |     |     |     |     |     |     |
| ---------- | -- | -- | -- | -- | -- | -- | -- | -- | -- | --- | --- | --- | --- | --- | --- | --- | --- | --- | --- | --- | --- | --- | --- | --- | --- | --- | --- | --- | --- | --- | --- | --- | --- | --- | --- | --- | --- | --- |
| Atalanta   | 1  | 4  | 5  | 8  | 9  | 9  | 10 | 11 | 14 | 15  | 18  | 21  | 21  | 24  | 24  | 24  | 25  | 25  | 25  | 26  | 29  | 30  | 30  | 31  | 34  | 34  | 34  | 37  | 37  | 38  | 41  | 41  | 41  | 41  | 42  | 45  | 45  | 48  |
| Cagliari   | 3  | 3  | 4  | 4  | 4  | 7  | 7  | 8  | 8  | 9   | 9   | 9   | 9   | 10  | 10  | 10  | 10  | 10  | 10  | 13  | 14  | 15  | 15  | 18  | 18  | 21  | 21  | 24  | 27  | 28  | 29  | 29  | 32  | 35  | 35  | 38  | 41  | 42  |
| Catania    | 1  | 2  | 2  | 2  | 5  | 6  | 9  | 10 | 13 | 14  | 14  | 15  | 15  | 18  | 18  | 21  | 21  | 22  | 22  | 23  | 23  | 23  | 23  | 23  | 24  | 24  | 27  | 27  | 28  | 29  | 29  | 32  | 32  | 35  | 35  | 35  | 36  | 37  |
| Empoli     | 0  | 0  | 1  | 2  | 2  | 5  | 5  | 8  | 8  | 8   | 9   | 9   | 10  | 10  | 13  | 14  | 15  | 16  | 16  | 16  | 16  | 19  | 22  | 25  | 25  | 25  | 25  | 25  | 26  | 26  | 26  | 29  | 30  | 30  | 33  | 33  | 33  | 36  |
| Fiorentina | 3  | 4  | 5  | 8  | 9  | 12 | 13 | 16 | 17 | 20  | 23  | 23  | 24  | 24  | 24  | 25  | 28  | 31  | 34  | 37  | 37  | 38  | 41  | 41  | 44  | 47  | 47  | 50  | 50  | 53  | 53  | 56  | 56  | 59  | 60  | 60  | 63  | 66  |
| Genoa      | 0  | 1  | 2  | 3  | 6  | 9  | 12 | 12 | 13 | 13  | 14  | 14  | 14  | 15  | 15  | 16  | 19  | 22  | 25  | 25  | 28  | 29  | 29  | 32  | 35  | 35  | 35  | 35  | 36  | 39  | 42  | 42  | 45  | 48  | 48  | 48  | 48  | 48  |
| Inter      | 1  | 4  | 7  | 8  | 11 | 14 | 17 | 20 | 21 | 24  | 25  | 28  | 31  | 34  | 37  | 40  | 43  | 46  | 49  | 50  | 53  | 56  | 59  | 60  | 61  | 61  | 64  | 67  | 68  | 68  | 69  | 72  | 75  | 78  | 81  | 81  | 82  | 85  |
| Juventus   | 3  | 6  | 6  | 7  | 10 | 13 | 14 | 17 | 17 | 20  | 21  | 22  | 25  | 26  | 29  | 32  | 35  | 36  | 37  | 40  | 41  | 44  | 47  | 47  | 48  | 48  | 51  | 54  | 55  | 58  | 61  | 61  | 64  | 67  | 70  | 70  | 71  | 72  |
| Lazio      | 1  | 2  | 3  | 3  | 6  | 7  | 7  | 10 | 10 | 10  | 10  | 10  | 13  | 14  | 17  | 17  | 18  | 18  | 19  | 20  | 23  | 23  | 26  | 26  | 29  | 30  | 33  | 34  | 37  | 37  | 38  | 39  | 40  | 40  | 40  | 40  | 43  | 46  |
| Livorno    | 0  | 0  | 1  | 2  | 2  | 2  | 2  | 2  | 2  | 5   | 6   | 9   | 12  | 13  | 14  | 15  | 16  | 19  | 22  | 22  | 22  | 23  | 23  | 23  | 23  | 26  | 26  | 27  | 28  | 28  | 29  | 29  | 29  | 30  | 30  | 30  | 30  | 30  |
| Milan      | 3  | 4  | 5  | 6  | 6  | 7  | 10 | 10 | 10 | 13  | 14  | 14  | 17  | 18  | 21  | 22  | 22  | 25  | 28  | 31  | 34  | 37  | 38  | 41  | 42  | 43  | 46  | 46  | 46  | 49  | 49  | 52  | 52  | 55  | 58  | 61  | 61  | 64  |
| Napoli     | 0  | 3  | 6  | 7  | 10 | 10 | 10 | 11 | 14 | 14  | 15  | 15  | 18  | 18  | 21  | 22  | 23  | 23  | 24  | 24  | 27  | 27  | 27  | 30  | 30  | 33  | 33  | 33  | 36  | 37  | 40  | 40  | 43  | 46  | 47  | 47  | 50  | 50  |
| Palermo    | 0  | 3  | 4  | 7  | 10 | 10 | 11 | 12 | 13 | 14  | 15  | 18  | 18  | 18  | 21  | 24  | 25  | 25  | 25  | 25  | 28  | 28  | 31  | 31  | 34  | 35  | 36  | 36  | 36  | 36  | 36  | 39  | 42  | 42  | 43  | 46  | 46  | 47  |
| Parma      | 1  | 1  | 2  | 3  | 6  | 6  | 6  | 6  | 9  | 10  | 11  | 12  | 12  | 15  | 15  | 18  | 18  | 18  | 18  | 19  | 19  | 20  | 21  | 22  | 25  | 25  | 25  | 26  | 29  | 29  | 29  | 30  | 31  | 31  | 31  | 34  | 34  | 34  |
| Reggina    | 1  | 2  | 2  | 2  | 2  | 3  | 4  | 4  | 5  | 5   | 6   | 9   | 10  | 10  | 10  | 10  | 13  | 14  | 17  | 18  | 18  | 18  | 18  | 21  | 21  | 22  | 22  | 25  | 26  | 27  | 27  | 27  | 30  | 30  | 33  | 36  | 39  | 40  |
| Roma       | 3  | 6  | 9  | 10 | 11 | 11 | 14 | 15 | 18 | 21  | 22  | 25  | 28  | 31  | 32  | 33  | 36  | 39  | 42  | 45  | 45  | 48  | 48  | 51  | 52  | 55  | 58  | 61  | 61  | 64  | 65  | 68  | 71  | 72  | 75  | 78  | 81  | 82  |
| Sampdoria  | 3  | 4  | 4  | 5  | 5  | 8  | 8  | 11 | 11 | 11  | 14  | 17  | 17  | 20  | 20  | 21  | 21  | 24  | 25  | 28  | 28  | 31  | 34  | 35  | 35  | 36  | 39  | 42  | 45  | 46  | 49  | 52  | 52  | 55  | 56  | 56  | 59  | 60  |
| Siena      | 0  | 0  | 1  | 2  | 3  | 3  | 6  | 6  | 7  | 8   | 9   | 9   | 9   | 10  | 13  | 14  | 14  | 14  | 17  | 17  | 20  | 20  | 21  | 22  | 25  | 28  | 31  | 31  | 32  | 35  | 36  | 37  | 38  | 38  | 39  | 42  | 43  | 44  |
| Torino     | 1  | 2  | 3  | 4  | 4  | 4  | 7  | 8  | 11 | 11  | 12  | 13  | 14  | 15  | 15  | 16  | 17  | 17  | 17  | 18  | 21  | 24  | 25  | 26  | 27  | 28  | 31  | 31  | 31  | 31  | 34  | 34  | 34  | 34  | 34  | 37  | 40  | 40  |
| Udinese    | 1  | 1  | 4  | 7  | 7  | 10 | 11 | 12 | 15 | 18  | 19  | 22  | 25  | 25  | 28  | 28  | 29  | 32  | 32  | 33  | 33  | 33  | 36  | 36  | 36  | 39  | 40  | 41  | 44  | 47  | 50  | 51  | 51  | 51  | 54  | 57  | 57  | 57  |

#### Classifiche di rendimento

##### Rendimento andata-ritorno
| Andata     | Andata | Ritorno    | Ritorno |
|            |        |            |         |
| Inter      | 49     | Roma       | 40      |
| Roma       | 42     | Inter      | 36      |
| Juventus   | 37     | Milan      | 36      |
| Fiorentina | 34     | Juventus   | 35      |
| Udinese    | 32     | Sampdoria  | 35      |
| Milan      | 28     | Fiorentina | 32      |
| Atalanta   | 25     | Cagliari   | 32      |
| Sampdoria  | 25     | Lazio      | 27      |
| Genoa      | 25     | Siena      | 27      |
| Palermo    | 25     | Napoli     | 26      |
| Napoli     | 24     | Udinese    | 25      |
| Catania    | 22     | Atalanta   | 23      |
| Livorno    | 22     | Genoa      | 23      |
| Lazio      | 19     | Torino     | 23      |
| Parma      | 18     | Reggina    | 23      |
| Torino     | 17     | Palermo    | 22      |
| Siena      | 17     | Empoli     | 20      |
| Reggina    | 17     | Parma      | 16      |
| Empoli     | 16     | Catania    | 15      |
| Cagliari   | 10     | Livorno    | 8       |

##### Rendimento casa-trasferta
| Casa       | Casa | Trasferta  | Trasferta |
|            |      |            |           |
| Inter      | 48   | Inter      | 37        |
| Roma       | 48   | Roma       | 34        |
| Juventus   | 41   | Milan      | 33        |
| Fiorentina | 40   | Juventus   | 31        |
| Napoli     | 37   | Fiorentina | 26        |
| Sampdoria  | 37   | Udinese    | 26        |
| Atalanta   | 31   | Sampdoria  | 23        |
| Milan      | 31   | Genoa      | 20        |
| Lazio      | 31   | Torino     | 18        |
| Palermo    | 31   | Atalanta   | 17        |
| Udinese    | 31   | Siena      | 17        |
| Catania    | 30   | Palermo    | 16        |
| Cagliari   | 29   | Lazio      | 15        |
| Reggina    | 29   | Empoli     | 14        |
| Genoa      | 28   | Cagliari   | 13        |
| Parma      | 27   | Napoli     | 13        |
| Siena      | 27   | Livorno    | 13        |
| Empoli     | 22   | Reggina    | 11        |
| Torino     | 22   | Catania    | 7         |
| Livorno    | 17   | Parma      | 7         |

#### Primati stagionali
Squadre
- Miglior sequenza di partite utili: Inter (25)
- Maggior numero di vittorie: Inter (25)
- Minor numero di vittorie: Livorno (6)
- Maggior numero di sconfitte: Empoli, Livorno (20)
- Minor numero di sconfitte: Inter (3)
- Maggior numero di reti segnate: Juventus, Roma (72)
- Maggior numero di reti subite: Parma (62)
- Minor numero di reti segnate: Empoli (29)
- Minor numero di reti subite: Inter (26)
- Miglior differenza reti: Inter (43)
- Peggior differenza reti: Livorno (−25)

Partite
- Maggior numero di gol in una partita: 8
  - Roma - Napoli 4-4
  - Torino - Parma 4-4
  - Udinese - Genoa 3-5
- Maggior numero di cartellini: 14 (2 rossi)
  - Torino - Lazio 0-0

### Individuali
Da segnalare la quadripletta messa a segno da Nicola Pozzi in Empoli-Cagliari 4-1 della 15ª giornata.

#### Classifica marcatori
| Gol | Rigori |  | Giocatore            | Squadra    |
| --- | ------ |  | -------------------- | ---------- |
| 21  | 3      |  | Alessandro Del Piero | Juventus   |
| 20  | 2      |  | David Trezeguet      | Juventus   |
| 19  | 5      |  | Marco Borriello      | Genoa      |
| 17  | 2      |  | Antonio Di Natale    | Udinese    |
| 17  | 6      |  | Adrian Mutu          | Fiorentina |
| 17  | 8      |  | Zlatan Ibrahimović   | Inter      |
| 15  | 2      |  | Amauri               | Palermo    |
| 15  | 6      |  | Kaká                 | Milan      |
| 14  | 1      |  | Goran Pandev         | Lazio      |
| 14  | 3      |  | Tommaso Rocchi       | Lazio      |
| 14  | 3      |  | Francesco Totti      | Roma       |
| 13  | 1      |  | Julio Ricardo Cruz   | Inter      |
| 13  | 2      |  | Massimo Maccarone    | Siena      |
| 12  |        |  | Fabio Quagliarella   | Udinese    |
| 12  | 2      |  | Claudio Bellucci     | Sampdoria  |
| 12  | 3      |  | Nicola Amoruso       | Reggina    |
| 12  | 4      |  | Cristiano Doni       | Atalanta   |

### Media spettatori
Media spettatori della Serie A 2007-08: 23.887.
NB: il Cagliari non comunica dati ufficiali sugli spettatori.
| Club       | Pos. | Media  | Totale    | Abbonamenti |
| ---------- | ---- | ------ | --------- | ----------- |
| Milan      | 1    | 56.642 | 1.076.205 | 43.140      |
| Inter      | 2    | 51.211 | 973.014   | 37.466      |
| Napoli     | 3    | 43.046 | 774.819   | 22.852      |
| Roma       | 4    | 37.276 | 708.243   | 27.313      |
| Fiorentina | 5    | 31.387 | 596.351   | 23.389      |
| Palermo    | 6    | 25.541 | 485.285   | 19.996      |
| Genoa      | 7    | 24.745 | 470.162   | 21.675      |
| Sampdoria  | 8    | 21.888 | 415.874   | 18.259      |
| Lazio      | 9    | 21.485 | 408.207   | 14.939      |
| Juventus   | 10   | 20.930 | 397.664   | 18.348      |
| Torino     | 11   | 19.226 | 365.294   | 16.401      |
| Catania    | 12   | 17.606 | 334.513   | 14.246      |
| Udinese    | 13   | 15.672 | 297.773   | 12.095      |
| Parma      | 14   | 15.427 | 293.105   | 11.386      |
| Reggina    | 15   | 13.147 | 249.785   | 9.300       |
| Atalanta   | 16   | 10.673 | 192.122   | 6.939       |
| Siena      | 17   | 10.351 | 196.678   | 7.228       |
| Livorno    | 18   | 9.901  | 188.116   | 5.876       |
| Empoli     | 19   | 8.005  | 152.104   | 4.506       |